# 눈 부신 날
《눈 부신 날》은 럼블피쉬의 최진이가 발매한 미니앨범이다. 최진이는 이전에도 더 네임이나 ISU와 공동으로 음반을 발표한 적이 있다.